# Перстень (пьеса)
«Перстень» — комедия древнегреческого драматурга Менандра (IV—III века до н. э.), текст которой сохранился фрагментарно в виде ряда цитат, приведённых другими античными авторами. Время написания и постановки пьесы неизвестно.
Судя по названию, перстень мог играть роль опознавательного знака, с помощью которого один из персонажей нашёл своих настоящих родителей.